# Circus Maximus
A Circus Maximus az ókori Róma egyik arénája, szórakoztatásra használt hely volt. Az Aventinus és a Palatinus dombok közti völgyben helyezkedik el, a Via del Circo Massimo nevű úton.
Az i. e. 4. századtól i. sz. 549-ig folyamatosan tartottak itt játékokat, versenyeket.

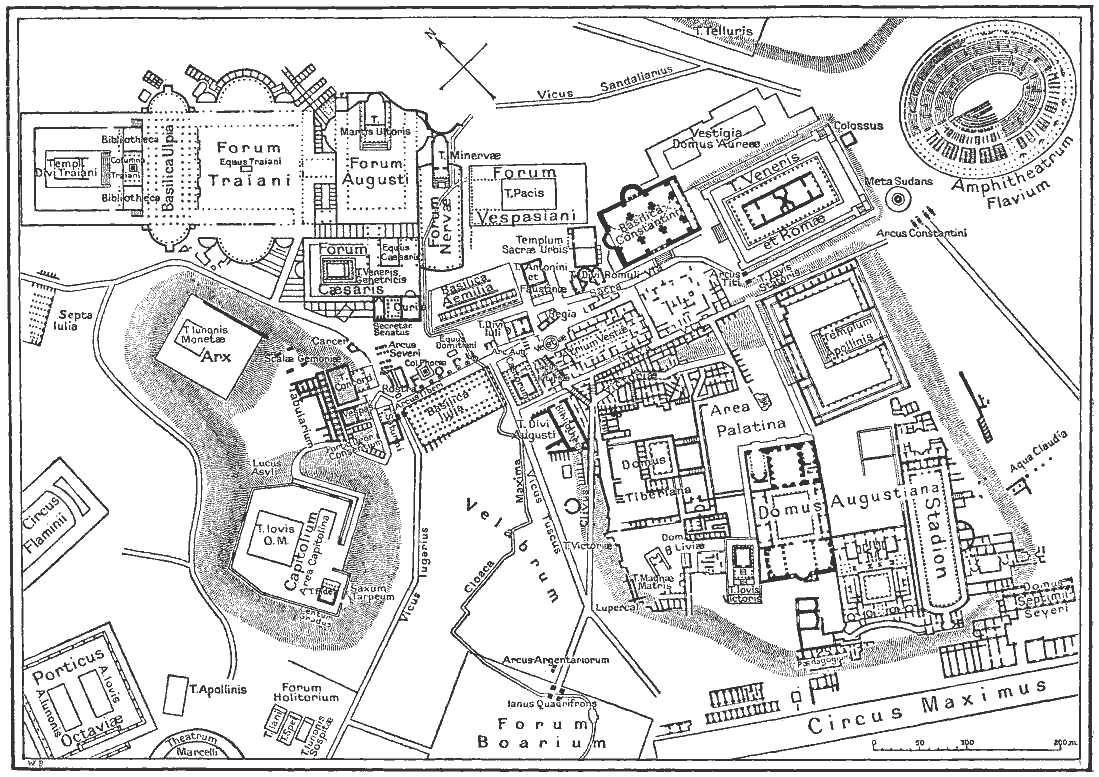
Róma térképe a Római Birodalom korában a Circus Maximusszal

## Története
Először Róma etruszk királyai használták nyilvános játékokra és a nép szórakoztatására. A legelső itt megrendezett játékok, az ún. római játékok (Ludi Romani) Róma első etruszk uralkodójának, Tarquinius Priscusnak köszönhetők. Később az i. e. 2. században a Circus adott otthont a görögök hatására bevezetett játékoknak és fesztiváloknak.
A római polgárok egyre növekvő igényeit kielégítendő Julius Caesar kiterjesztette a Circust Kr. e. 50-ben, ezzel a Circus Maximus 600 méter hosszú és 225 méter széles, 150 000 ülőhellyel. Befogadóképességét az állóhelyekkel együtt a különböző írásokban 250 000-300 000-re becsülik.
81-ben a szenátus diadalívet emeltetett Titus tiszteletére a Circus keleti végébe. Domitianus császár összeköttette a Palatinuson lévő palotáját a Circusszal, hogy könnyebben eljuthasson az ott folyó játékokra. Traianus később további 500 ülőhellyel bővítette.
Az Augustus által emelt egyiptomi obeliszket V. Szixtusz pápa a Piazza del Popolóra helyeztette át. II. Constantinus 4. században emelt obeliszkje pedig a Piazza di San Giovanni di Lateranót ékesíti.
A feltárások a 19. században kezdődtek részleges helyreállítással, de a cirkusz teljes feltárására a mai napig nem került sor.

## Rendezvények a Circus Maximusban
A lelátókon a nézők megtekinthették a lovas- illetve kocsiversenyeket, az atléták küzdelmeit és a nem elhanyagolható technikával kivitelezett, előre megrendezett tengeri csatákat, és az állatok viadalát is. Fogadásokat kötöttek, szórakoztak, tomboltak a verseny közepette.
Az aréna közepén egy ún. spina, azaz válaszfal osztotta két részre a porondot, amelyen hét tojásalakú tárgy volt. Ezzel mérték a megtett fordulókat. Később bronzdelfinek szolgáltak a mérésre.

## Az aréna romjai
A Circus Maximusból mára nagyon kevés maradt fenn, szinte csupán a fűvel benőtt versenypálya. Néhány kapu megmaradt, de az ülőhelyek nagy része eltűnt, valószínűleg későbbi építkezések során építőanyagként használták fel.
A Circus még ma is szórakoztatja Rómát, a város közepén elhelyezkedő hatalmas, zöld arénában ma is rendeznek koncerteket. A 2005. július 2-án szervezett Live 8 koncert római színhelyéül is szolgált.
A Circus Maximus Róma első és legnagyobb arénája volt, de csak egy az Urbs számos circusa közül. Róma további jelentős cirkuszai a Circus Flaminius és a Maxentius Circus.